# 凸多角形

正五角形などの正多角形は凸図形の例の一つである。

初等幾何学における凸多角形（とつたかくけい、英: convex polygon）とは、単純な（つまり自己交叉を持たない）多角形であって、その内部または境界にある任意の二点間を結ぶ線分が、その多角形の外に出ることがないものを言う。凸多角形において、任意の内角は 180° 以下であり、狭義凸ならば 180° 未満である。

## 性質
単純多角形に対して、以下は凸性と同値である:
- その多角形の全ての内角が 180° 以下である;
- その多角形の内部または境界にある任意の2点間を結ぶ線分上の任意の点が、再び内部または境界上の点である;
- その多角形の対角線の両端以外が、内部に含まれる;
- その多角形が、その任意の辺が定める閉半平面に全く含まれる;
- その多角形の各辺に対し、その多角形の内点は全て、その辺を延長して得られる直線に対して同じ側にある;
- その多角形の各頂点が見込む角が、ほかの全ての頂点を内部または辺上に含む;
- その多角形がその辺全体の成す部分点集合の凸包である.

他に成り立つ凸多角形の性質には以下のようなものがある:
- 二つの凸多角形の交わりもまた一つの凸多角形である;
- 凸多角形は扇形分割（英語版）により線形時間で三角形分割できる;
- ヘリーの定理: 少なくとも三個の凸多角形からなる族に対し、それらのどの三個の交わりも空でないならば、族全体に和たてとった交わりもまた空でない;
- クレイン＝ミルマンの定理: 凸多角形はその頂点集合の凸包である。したがって、凸多角形をその頂点集合によって完全に定義することができ、多角形全体の形を恢復するためには角が分かりさえすればよい;
- 超平面分離定理: 共有点を持たない任意の二つの凸多角形は、それらを分離する直線を持つ。考えている多角形が閉でそのうち少なくとも一つがコンパクトならば、（それらの間の隙間に）二つの平行な分離直線が存在する;
- 内部に含む三角形に対する内接三角形性質: 凸多角形に含まれる任意の三角形に対し、それを含む面積極大な三角形でその頂点がすべてもともとの多角形の頂点となっているものが存在する[2];
- 三角形内接性質: 面積 A を持つ任意の凸多角形は、面積高々 2A の三角形に内接 (inscribe) することができる。等号が（排他的に）成り立つのは平行四辺形のときである[3];
- 内接矩形外接性質: 任意の平面凸図形 C に対し、C に含まれる内接矩形 r で r の中心相似（英語版）拡大 R が C に外接 (circumscribe) し、正の中心相似比が高々 2 であって、面積に関して不等式 {\textstyle 0.5\times \operatorname {Area} (R)\leq \operatorname {Area} (C)\leq 2\times \operatorname {Area} (r)} を満足するものが存在する[4];
- 凸多角形の平均幅はその周長を π で割ったものに等しい。したがって、その幅は多角形と同じ周長を持つ円の直径に等しい[5]。

円に内接する任意の多角形（すなわちその任意の頂点が一つの円に接する）は、それが自己交叉を持たないならば凸である。しかし任意の凸多角形が円に内接できるわけではない。

## 狭義凸性
単純多角形に対して、以下の性質はそれが狭義凸となることと同値である:
- 任意の内角が 180° より真に小さい。
- 内部または境界上にある任意の二点を結んだ線分は、再び内部または境界上にあるが、二点が同じ辺上の点でない限り必ず線分は多角形の内部に（線分の端点が辺上にあることを除いて）全く含まれる。
- 対角線の両端以外は内部に含まれる
- 各辺に対して、全ての内点およびその辺を除く全ての境界上の点は、その辺を延長してできる直線に対して同じ側にある。
- 各頂点において見込む角は、（その頂点および隣接する二つの頂点を除く）ほかの全ての頂点をその内部に含む。

任意の非退化三角形は狭義凸多角形である。